# Annegret Thöle
Annegret Thöle, später Hollendiek (* 28. Dezember 1935 in Kirchweyhe) ist eine deutsche Tischtennisspielerin. Sie gehörte Mitte der 1950er Jahre zu den besten Spielerinnen in Deutschland.

## Jugend
Bereits in ihrer Jugend erzielte Thöle mehrere Erfolge. So gewann sie 1952 die deutsche Jugendmeisterschaft, mit Marlis Skindoris stand sie im Doppelendspiel. Ein Jahr später belegte sie Platz zwei im Einzel und im Doppel mit Marlis Skindoris. Bei den internationalen französischen Meisterschaften in Paris erreichte sie 1953 das Endspiel, das sie gegen Ann Haydon verlor.

## Erwachsene
Im Alter von 18 Jahren wurde Thöle im Januar 1954 durch einen Endspielsieg gegen Ulla Paulsen, mit der sie gemeinsam auch die Doppelkonkurrenz gewann, erstmals Hamburger Meisterin. Bei den Damen wurde sie in der DTTB-Rangliste 1955 auf Rang zwei geführt. 1955 belegte sie bei den nationalen deutschen Meisterschaften Platz drei. Im Doppel mit Ulla Paulsen erzielte sie mehrere Erfolge. So wurden sie bei den deutschen Meisterschaften 1954 Vizemeister, 1955 und 1956 kamen sie auf Platz drei. 1955 gewannen sie in Kiel die Internationalen deutschen Meisterschaften.
Am 27. März 1954 verlor Thöle in Koblenz im Länderspiel gegen Frankreich beide Einzel und auch das Doppel. 1954 schloss sie sich dem Verein TTC Rot-Weiß Hamburg an, mit dem sie 1953/54 und 1954/55 deutscher Mannschaftsmeister wurde und 1955/56 Platz drei erreichte. Im Dezember 1954 wirkte sie in Länderspielen gegen England, Wales und Irland mit. 1955 und 1957 wurde sie für die Individualwettbewerbe der Tischtennisweltmeisterschaft nominiert.
Aus familiären Gründen pausierte von 1958 bis 1962 und nach einem Zwischenspiel in der Oberliga danach bis 1978. Um 1966 schloss sie sich dem Verein SV Kirchweyhe an. Seitdem spielt sie in Seniorenturnieren erfolgreich mit.

## Privat
Annegret Thöle heiratete 1958 Günther Hollendiek († 2007), mit dem sie vier Söhne hat.

## Turnierergebnisse
| Verband | Veranstaltung     | Jahr | Ort       | Land | Einzel     | Doppel    | Mixed     | Team |
| ------- | ----------------- | ---- | --------- | ---- | ---------- | --------- | --------- | ---- |
| GER     | Weltmeisterschaft | 1957 | Stockholm | SWE  | letzte 32  | letzte 32 | letzte 16 |      |
| GER     | Weltmeisterschaft | 1955 | Utrecht   | NED  | letzte 128 | letzte 32 | letzte 64 |      |